# 1st Mississippi Infantry
Le 1st Mississippi Infantry est un régiment d'infanterie de l'armée des États confédérés formé à l'origine en tant qu'unité de la milice de l'État du Mississippi. Le régiment est d'abord organisé à Corinth, Mississippi, en avril 1861 avec une force de 682 hommes. Le printemps suivant, le régiment a crû dans l'armée confédérée et combat principalement sur le théâtre occidental de la guerre. La majorité du régiment est recruté à partir du comté d'Itawamba, dans le Mississippi.
La première action d'envergure du régiment est le siège de Corinth. Au moment de la bataille de Nashville, le régiment subit de lourdes pertes pendant que le régiment est désormais sous le commandement du capitaine Owen Hughes, qui commandait auparavant la compagnie K, connue comme les « chasseurs de Yankee ». Hughes et la plupart des autres membres du régiment sont tués à Nashville, après que le régiment est utilisé pour des actions d'arrière-garde jusqu'à sa dissolution en 1865.